# Jess Moskaluke
Jess Moskaluke (Lagenburg, 4 giugno 1990) è una cantante canadese.

## Biografia
Jess Moskaluke è salita alla ribalta nel 2011, quando ha vinto la competizione canora radiofonica Next Big Thing. Nello stesso anno ha iniziato a pubblicare cover sul suo canale YouTube.
Il suo singolo di debutto Catch Me If You Can è uscito nel 2012, ma è stato con il suo quinto singolo, Cheap Wine and Cigarettes, che nel 2014 ha iniziato ad ottenere un rilevante successo commerciale: il brano ha raggiunto la 48ª posizione della Billboard Canadian Hot 100 ed è stato certificato disco di platino dalla Music Canada con oltre 80 000 copie vendute a livello nazionale. Il brano è contenuto nell'album Light Up the Night, uscito nella primavera del 2014 su etichetta discografica MDM Recordings e distribuito dalla EMI Music Canada.
La cantante è stata insignita del premio per l'artista femminile dell'anno per tre anni di fila dal 2014 al 2016 dalla Canadian Country Music Association. È stata inoltre candidata ai Juno Awards 2015, il principale riconoscimento musicale canadese, per il miglior artista emergente e per l'album country dell'anno con Light Up the Night.
Nel febbraio 2021 pubblica il suo secondo album in studio, intitolato The Demos e anticipato dal singolo Country Girls.

## Discografia

### Album in studio
- 2014 – Light Up the Night
- 2021 – The Demos

### Raccolte
- 2020 – The Vinyl

### EP
- 2012 – Catch Me If You Can
- 2015 – Kiss Me Quiet
- 2017 – Past the Past
- 2018 – A Small Town Christmas

### Singoli
- 2012 – Catch Me If You Can
- 2013 – Hit n Run
- 2013 – Everything Falls
- 2013 – Good Lovin'
- 2014 – Cheap Wine and Cigarettes
- 2014 – Used
- 2015 – Night We Won't Forget
- 2015 – Kiss Me Quiet
- 2016 – Take Me Home
- 2016 – Elevator
- 2017 – Drive Me Away
- 2017 – Kill Your Love
- 2018 – Past the Past
- 2018 – Camouflage
- 2018 – Save Some of That Whiskey
- 2019 – Country Girls
- 2020 – Halfway Home

#### Come artista ospite
- 2012 – Storm Before the Calm (Eppic feat. Jess Moskaluke)
- 2015 – I'm an Open Road (Paul Brandt feat. Jess Moskaluke)
- 2019 – To Get to You (Gord Bamford feat. Jess Moskaluke)